# Système réticulaire cubique

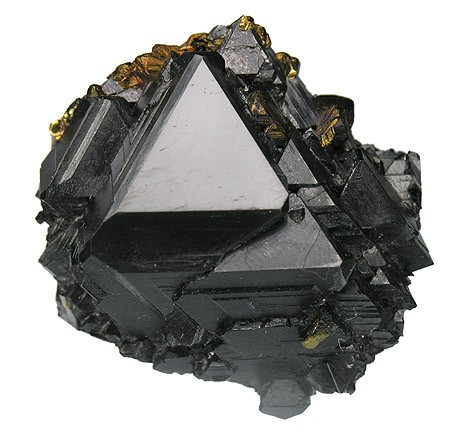
Sphalérite de Telluride, Colorado (États-Unis).

En cristallographie, le système réticulaire cubique (ou isométrique) est l'une des sept catégories de classement des cristaux dans l'espace tridimensionnel à partir de la maille élémentaire de leur réseau de Bravais. Il est sous-jacent au système cristallin cubique et regroupe les réseaux dont la maille conventionnelle est un cube (a = b = c avec α = β = γ = 90°).

## Réseau de Bravais
Il existe trois réseaux de Bravais cubiques :
| Réseau de Bravais  | Cubique primitif, ou simple | Cubique à faces centrées | Cubique centré |
| ------------------ | --------------------------- | ------------------------ | -------------- |
| Symbole de Pearson | cP                          | cF                       | cI             |
| Maille cristalline | Cubique primitif            | Cubique à faces centrées | Cubique centré |

Ces trois réseaux ont les caractéristiques suivantes :
- le réseau cubique primitif, ou cubique simple (en abrégé cP[1]) possède un nœud du réseau à chaque sommet du cube. Chaque nœud du réseau étant partagé par huit cubes adjacents, la maille conventionnelle contient donc au total un nœud du réseau (1/8 × 8) ;
- le réseau cubique centré (en abrégé cI[1] ou bcc, de l'anglais body-centered cubic) possède un nœud du réseau au centre de la maille en plus des huit situés aux sommets du cube. Il a donc deux nœuds du réseau par maille conventionnelle (1/8 × 8 + 1) ;
- le réseau cubique à faces centrées (en abrégé cF[1] ou fcc de l'anglais face-centered cubic, également appelé cubique à arrangement compact ou ccp de l'anglais cubic close-packed) possède des nœuds du réseau sur les six faces du cube, qui contribuent chacun pour moitié, en plus des nœuds situés aux sommets, donnant un total de quatre nœuds du réseau par maille conventionnelle (1/8 × 8 des sommets plus 1/2 × 6 des faces).

Tout autre type de maille est incompatible avec la symétrie cubique et conduirait à une symétrie inférieure.